# Wilhelmstraße 11 (Heilbronn)

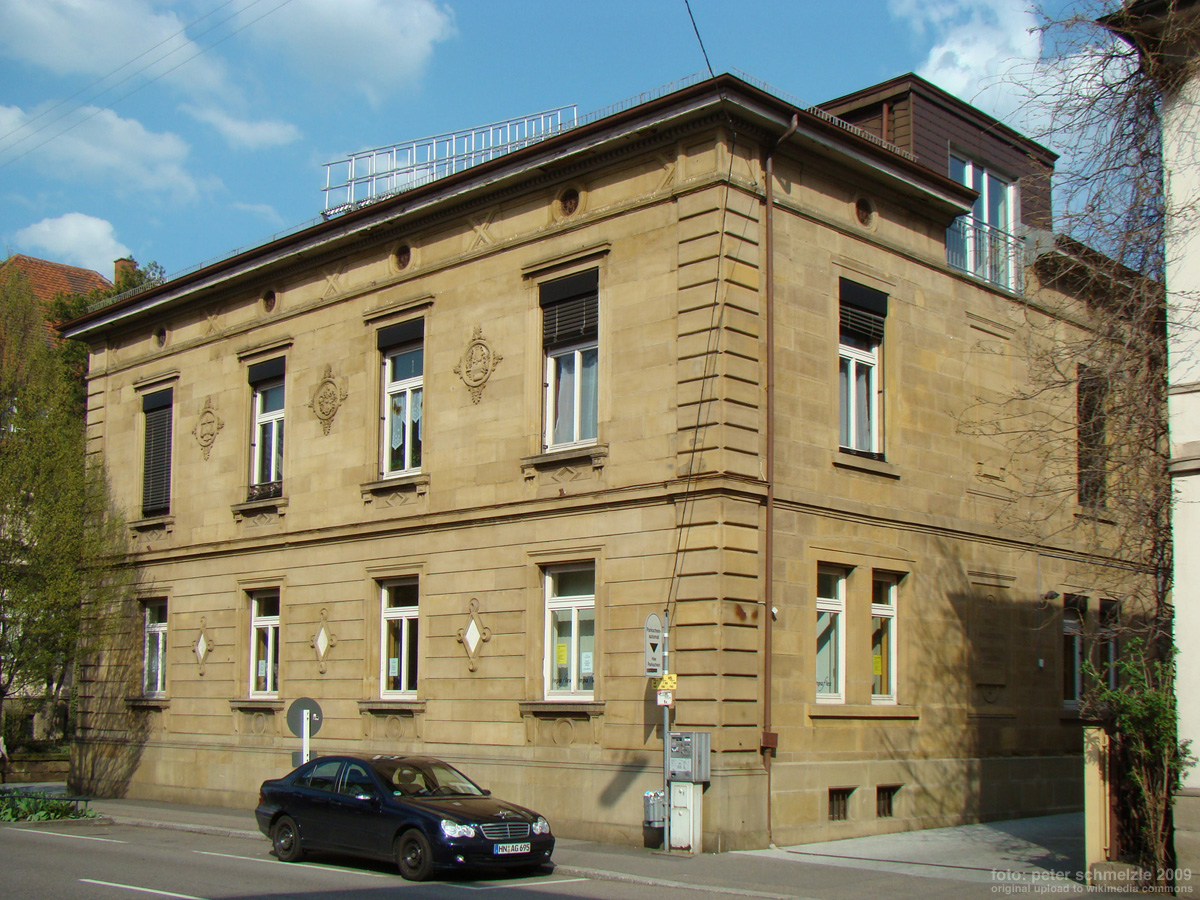
Haus Wilhelmstraße 11

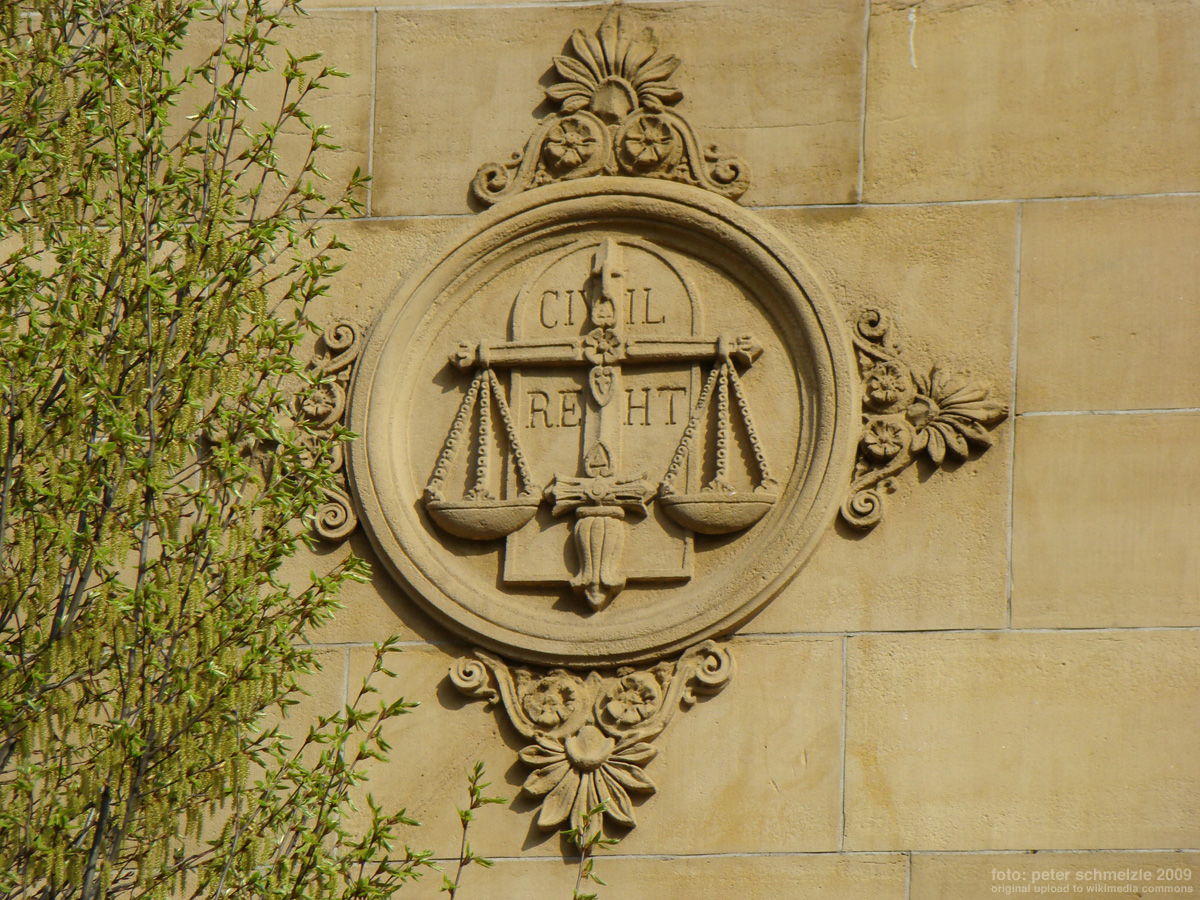
Medaillon mit der Waage und der Inschrift CIVILRECHT am Haus Wilhelmstraße 11

Das Haus Wilhelmstraße 11 ist ein historisches Gebäude in Heilbronn, das unter Denkmalschutz steht.

## Beschreibung
Das Gebäude wurde 1862/63 nach Entwürfen von Louis de Millas für den Rechtskonsulenten Franz Kübel und dessen Frau Sophie erbaut.
Das auf einem hohen Sockelgeschoss ruhende zweigeschossige Gebäude in Sichtmauerwerk ist horizontalbetont; das Obergeschoss wird durch eine Beletage – mit gegenständlicher Bauplastik – betont. Auf dem Obergeschoss ruht ein Mezzanin. Die vier Fensterachsen sind symmetrisch gegliedert. Die Ecken des Hauses werden von Lisenen mit Eckquaderung eingerahmt.
Die Gartenveranda wurde 1903 von Ernst Walter und Karl Luckscheiter erbaut, die auch das Gebäude am Barbarino-Eck entworfen haben.

## Geschichte
1950 gehörte das Gebäude der Witwe Helene Mayer. Im Erdgeschoss war die Praxis von Zahnarzt Dr. Ernst Weinland. 1961 gehörte das Gebäude Walter Mayer, der in der Gutenbergstr. 17 wohnte. Im Erdgeschoss war neben Zahnarzt Weinland nun auch der Schneidersalon von Anny Schnepf.